# Cillis
Cillis (auch: Cillies), nicht authentisch auch als sillies (deutsch: „Dummchen“) bezeichnet, ist der englische Spitzname für die fehlerhafte Wahl der Grundstellung und des Spruchschlüssels bei Benutzung der im Zweiten Weltkrieg im Nachrichtenverkehr des deutschen Militärs verwendeten Rotor-Schlüsselmaschine Enigma.

## Vorschriftsmäßiger Spruchkopf
Der Bediener der Enigma hatte zur Verschlüsselung eines Funkspruchs eine individuelle Grundstellung möglichst „zufällig“ zu wählen und die Schlüsselmaschine entsprechend einzustellen. Die Grundstellung gibt die Buchstaben an, die in den drei Fenstern der Schlüsselmaschine von links nach rechts eingestellt werden, und somit die Walzenanfangsstellung darstellt, die anschließend zur Verschlüsselung des Spruchschlüssels benutzt wird. Wie die drei Buchstaben der Grundstellung soll sich der Verschlüssler auch die drei Buchstaben des Spruchschlüssels möglichst zufällig aus den 26 Großbuchstaben des lateinischen Alphabets auswählen, also insgesamt sechs Buchstaben jeweils zwischen A und Z „ausdenken“.

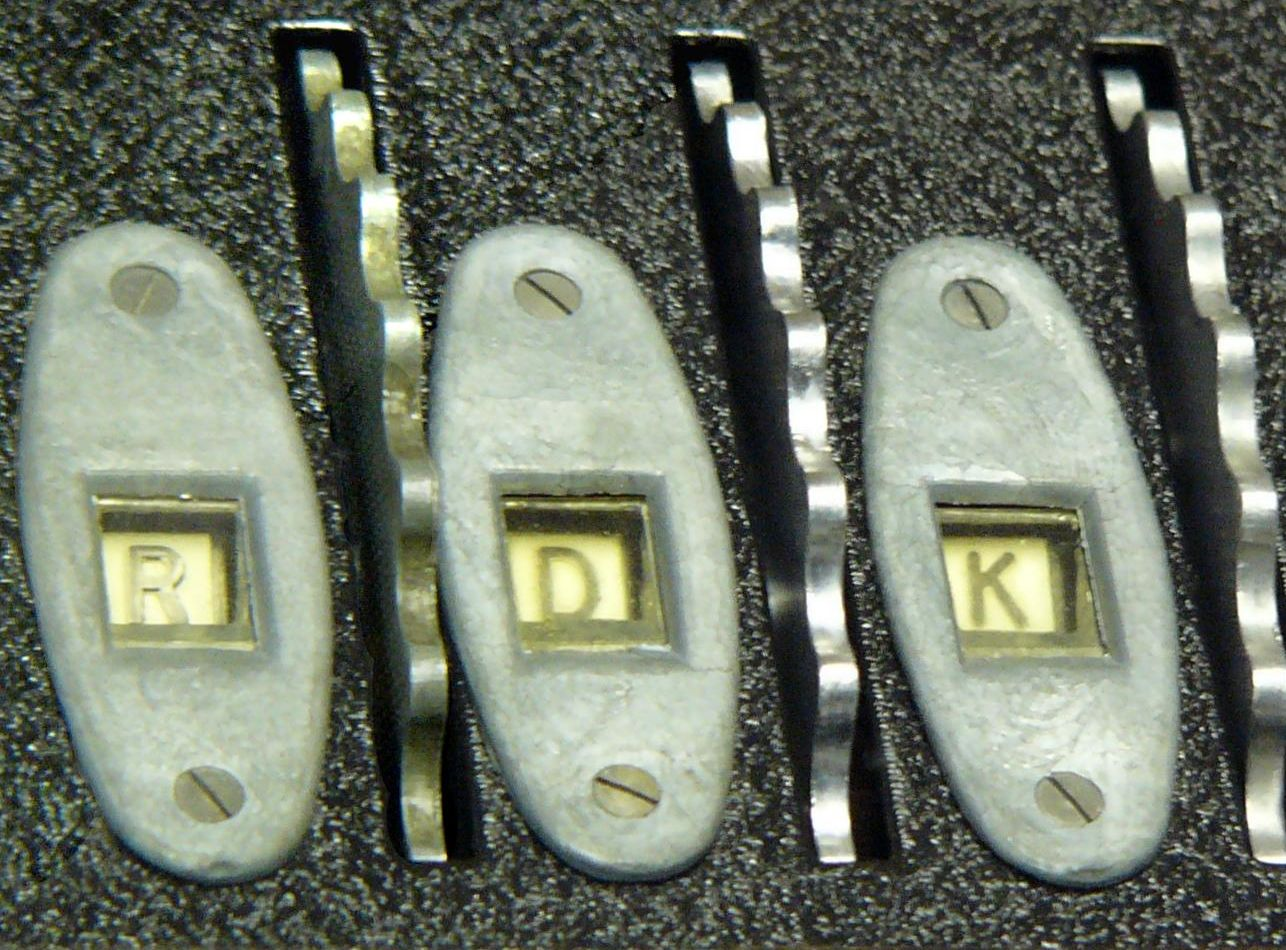
Hier hat sich der Bediener vorschriftsgemäß für eine nicht leicht zu erratende Walzenstellung „RDK“ entschieden

Vorschriftsgemäß wählt er beispielsweise „RDK“ und stellt die drei Walzen so ein, dass genau diese drei Buchstaben in den Anzeigefenstern sichtbar werden. Nun denkt er sich einen geheimen Spruchschlüssel aus, ebenfalls aus drei zufällig zu wählenden Buchstaben, beispielsweise „ZVP“. Diesen verschlüsselt er mit seiner Enigma und beobachtet, wie nacheinander die Lampen, beispielsweise „UGN“, aufleuchten. Den so verschlüsselten Spruchschlüssel teilt er dem Empfänger zusammen mit der zufällig gewählten Grundstellung im Spruchkopf des Funkspruchs offen mit. In diesem Fall wäre es „RDK UGN“. Der Verschlüssler kann diese Information leicht nutzen, um daraus den wahren Spruchschlüssel zu erhalten, den er zur Entschlüsselung des verschlüsselten Funkspruchs benötigt.
Die Enigma des Empfängers ist entsprechend dem Tagesschlüssel identisch mit der des Absenders eingestellt. Zur Entschlüsselung des Spruchs fehlt ihm noch der geheime Spruchschlüssel, also die richtige Anfangsstellung der Walzen. Diese Information erhält er aus dem Spruchkopf, hier „RDK UGN“, den er wie folgt interpretiert: Stelle die Walzen auf die Grundstellung „RDK“ ein und taste dann „UGN“. Nun kann er beobachten, wie nacheinander die Lampen „ZVP“ bei seiner Enigma aufleuchten. Dies ist der einzustellende Spruchschlüssel.
Laut (damals) geheimer „Schlüsselanleitung zur Schlüsselmaschine Enigma“ war es bei der Wahl der Grundstellung und des Spruchschlüssels ausdrücklich „verboten, gleiche Buchstaben (A A A), Wörter (ist), Abkürzungen (Rgt.), Rufzeichen des eigenen Verkehrsbereiches, Verkehrszeichen (Q R M), Buchstaben in Tastaturreihenfolge der Schlüsselmaschine (E R T) oder in alphabetischer Reihenfolge (vorwärts oder rückwärts: A B C – C B A) zu verwenden.“

## Fehlerhafter Spruchkopf
Dennoch wurde dieser Fehler begangen, aus welchen Gründen auch immer. Die kriegsbedingten besonderen Umstände mögen eine Rolle gespielt haben, wie extreme Zeitnot oder Stress, aber auch Bequemlichkeit, Sorglosigkeit oder Nachlässigkeit kann dafür ursächlich sein. Entscheidend ist, dass diese Fehler durch die Enigma-Bediener gemacht wurden und durch ihre britischen Gegenspieler, die Kryptoanalytiker im englischen Bletchley Park, erkannt und zur Entzifferung der deutschen Funksprüche ausgenutzt werden konnten, da sie so den geheimen Spruchschlüssel ganz einfach erraten konnten.
Beliebt waren insbesondere direkt benachbarte Buchstaben auf der Tastatur der Maschine, die folgendes Aussehen hat:
| Q W E R T Z U I O A S D F G H J K P Y X C V B N M L |

Ein typisches Beispiel für eine fehlerhafte Wahl ist „QWE“ für die Grundstellung und dann „RTZ“ für den Spruchschlüssel. In diesem Fall ergibt sich nach Verschlüsselung des Spruchschlüssels beispielsweise „EWG“ und somit als Spruchkopf, der offen übermittelt wurde, „QWE EWG“. Für die britischen Codeknacker, die ja den Spruchkopf genau so wie der befugte deutsche Empfänger direkt lesen konnten, war es ein Leichtes aus den ersten drei Buchstaben des Spruchkopfes den Spruchschlüssel über die benachbarten Buchstaben auf der Tastatur als „RTZ“ richtig zu erraten.
Weitere Beispiele für die fehlerhafte Wahl von Grundstellung und Spruchschlüssel sind „ASD FGH“ (benachbarte Buchstaben der zweiten Tastaturzeile), „PYX CVB“ (benachbarte Buchstaben der dritten Tastaturzeile), „QAY WSX“ (benachbarte Buchstaben der ersten beiden „Diagonalen“), „EDC RFV“ (benachbarte Buchstaben der zweiten beiden „Diagonalen“) und so weiter. Sehr beliebt als Vorgabe für die keineswegs zufällige Wahl von Grundstellung und Spruchschlüssel waren auch bekannte Namen, beispielsweise der europäischen Hauptstädte wie „BER“ und „LIN“ oder „LON“ und „DON“ oder „MAD“ und „RID“. Selbst Eigennamen wie „HIT“ und „LER“ halfen den britischen Codeknackern bei der Entzifferung der deutschen Funksprüche.
Eines der ersten Vorkommnisse dieser Art, das häufig in den Enigma-Einstellungen vorkam, war „CIL“ und „LIS“, abgeleitet vom Vornamen „Cillis“, einer Koseform des weiblichen Vornamens Cäcilie, der damaligen Freundin eines deutschen Funkers. Der Name „Cillis“ als Bezeichnung für die beschriebene fehlerhafte Wahl des Spruchkopfs blieb in Bletchley Park so üblich und erfüllte damit auch die Funktion eines Decknamens für diesen deutschen Fehler.
Gelegentlich taucht auch die Bezeichnung sillies (deutsch: „Dummchen“) auf, zum Beispiel in Gordon Welchmans Buch The Hut Six Story. In einem späteren Nachtrag bedauert Welchman jedoch die Verwendung und erläutert, dass „Cillis“ die authentische Bezeichnung ist.